# 采勒费尔德
采勒费尔德（德語：Zellerfeld，發音：[ˈtsɛlɐfɛlt] ⓘ）是德国下萨克森州克劳斯塔尔-采勒费尔德的市辖区，位于克劳斯塔尔-采勒费尔德主城北部。采勒费尔德曾是“自由矿城”（Freie Bergstadt），原为一独立市镇。1924年，采勒费尔德与克劳斯塔尔合并为克劳斯塔尔-采勒费尔德。